# Deutscher Fernsehpreis 2009
Die elfte Verleihung des Deutschen Fernsehpreises, moderiert von Anke Engelke und Bastian Pastewka (in der Rolle des Volksmusik-Duos Wolfgang & Anneliese), fand am 26. September 2009 im Kölner Coloneum statt und wurde am selben Abend turnusgemäß auf Sat.1 ausgestrahlt. 2009 konkurrierten in 19 Wettbewerbskategorien 57 Produktionen oder Personen um die Auszeichnung. Die Nominierungen wurden am 2. September bekanntgegeben.
Im Vergleich zum Vorjahr entfielen die Kategorien Beste Reality-Sendung, Beste Moderation Information, Beste Moderation Unterhaltung und Freie Kategorie: Beste Visuelle Effekte. Neu aufgenommen wurde die Kategorie Bester Mehrteiler. Die Anzahl der Nominierten je Kategorie wurde auf drei vereinheitlicht.

## Jury
Den Vorsitz der neunköpfigen Jury hatte 2009 Bettina Böttinger (Produzentin Encanto) inne. Weitere Jurymitglieder waren Dieter Anschlag (Chefredakteur Funkkorrespondenz), Lutz Carstens (Chefredakteur TV Spielfilm), Miriam Meckel (Kommunikationswissenschaftlerin) und Klaudia Wick (Journalistin und Autorin), die schon 2008 zum Auswahlgremium des Deutschen Fernsehpreises zählten. Im Vorjahr noch nicht zur Jury zählten die diesjährigen Juroren Tim Bergmann (Schauspieler), Christian von Castelberg (Regisseur), Christoph Keese (Konzerngeschäftsführer „Public Affairs“ Axel Springer AG) und Beatrice Kramm (Produzentin und Geschäftsführerin Polyphon Film).

## Preisträger
| Preis                                   | Preisträger / Film / Serie                                                | Nominierungen |
| --------------------------------------- | ------------------------------------------------------------------------- | --- |
| Bester Fernsehfilm                      | Mogadischu (ARD)                                                          | Ein halbes Leben (ZDF) Ihr könnt euch niemals sicher sein (ARD)                                                                           |
| Bester Mehrteiler                       | Wir sind das Volk – Liebe kennt keine Grenzen (Sat.1)                     | Die Patin – Kein Weg zurück (RTL) Die Wölfe (ZDF)                                                                                         |
| Beste Serie                             | Der Lehrer (RTL)                                                          | Franzi (BR) Lasko – Die Faust Gottes (RTL)                                                                                                |
| Beste Dokumentation                     | Freundschaft! Die Freie Deutsche Jugend (ARD)                             | Berlin – Ecke Bundesplatz (3sat) Die Deutschen (ZDF)                                                                                      |
| Beste Reportage                         | Die Bombe (ZDF)                                                           | Gut sein auf Probe – Ein Egoist engagiert sich (ARD) Die Weggeworfenen – Geschichte einer Abschiebung (ZDF)                               |
| Beste Unterhaltungssendung / Moderation | Wetten, dass..? vom 13. Dezember 2008 (ZDF)                               | Schlag den Raab (ProSieben) Willkommen bei Mario Barth (RTL)                                                                              |
| Beste Comedy                            | TV-Helden mit Jan Böhmermann, Caroline Korneli und Pierre M. Krause (RTL) | heute-show mit Oliver Welke (ZDF) Hape Kerkeling für seine Figur Horst Schlämmer am Beispiel der Pressekonferenz am 4. August 2009 (n-tv) |
| Beste Sportsendung                      | Leichtathletik WM (ZDF)                                                   | Sport Inside (WDR) Sportschau vom 23. Mai 2009 (ARD)                                                                                      |
| Beste Informationssendung / Moderation  | ZDF-Wahlforum (ZDF)                                                       | RTL-Wahlbus & Wahlstraße (RTL) Wahlarena (ARD)                                                                                            |

| Preis                                         | Preisträger / Film / Serie | Nominierungen |
| --------------------------------------------- | --- | --- |
| Beste Regie                                   | Nikolaus Leytner für Ein halbes Leben (ZDF) | Roland Suso Richter für Mogadischu (ARD) Nicole Weegmann für Ihr könnt euch niemals sicher sein (ARD)                                                                            |
| Bestes Buch                                   | Silke Zertz für Wir sind das Volk – Liebe kennt keine Grenzen (Sat.1) und Woche für Woche (ARD)                                                    | Stephan Falk und Lars Montag für Tatort: Kassensturz (ARD) Rolf Silber für Durch diese Nacht (ZDF)                                                                               |
| Bester Schauspieler Hauptrolle                | Josef Hader für Ein halbes Leben (ZDF) | Axel Milberg für Tatort: Borowski und die heile Welt (ARD) Matthias Schweighöfer für Marcel Reich-Ranicki: Mein Leben (ARD)                                                      |
| Beste Schauspielerin Hauptrolle               | Senta Berger für Schlaflos (ARD) | Anja Kling für Wir sind das Volk – Liebe kennt keine Grenzen (Sat.1) Gisela Schneeberger für Mit einem Schlag (ARD)                                                              |
| Bester Schauspieler Nebenrolle                | Florian Bartholomäi für Bloch: Schattenkind (ARD)                                                                                                  | Fabian Hinrichs für Tatort: Borowski und die heile Welt (ARD) Axel Prahl für Die Patin – Kein Weg zurück (RTL)                                                                   |
| Beste Schauspielerin Nebenrolle               | Anna Fischer für Die Rebellin (ZDF) und Wir sind das Volk – Liebe kennt keine Grenzen (Sat.1)                                                      | Amelie Kiefer für Die Drachen besiegen (ARD) Franziska Walser für Ein halbes Leben (ZDF)                                                                                         |
| Beste Kamera                                  | Martin Langer für Tatort: Auf der Sonnenseite (ARD)                                                                                                | Fritz Seemann und Martin Lippert für Der Bibelcode (ProSieben) Gero Steffen für Wir sind das Volk – Liebe kennt keine Grenzen (Sat.1) und Marcel Reich-Ranicki: Mein Leben (ARD) |
| Bester Schnitt                                | Annemarie Bremer für Die Wölfe (ZDF) | Antonia Fenn für Der Seewolf (ProSieben) Benjamin Fueter für Flug in die Nacht – Das Unglück von Überlingen (ARD)                                                                |
| Beste Musik                                   | Ulrich Reuter für Die Freundin der Tochter (ARD) und Die Drachen besiegen (ARD)                                                                    | Dieter Schleip für Ein Dorf schweigt (ZDF) und Wir sind das Volk – Liebe kennt keine Grenzen (Sat.1) Martin Todsharow für Mogadischu (ARD)                                       |
| Beste Ausstattung (Szenenbild und Kostümbild) | Frank Godt und Monika Hinz für Die Wölfe (ZDF) | Michael Köning und Katrin Schäfer für Mogadischu (ARD) Bertram Strauß und Katja Pothmann für Woche für Woche (ARD)                                                               |
| Ehrenpreis der Stifter                        | Alfred Biolek | |
| Förderpreise                                  | Vincent Redetzki, Henriette Confurius, Maximilian Werner, Neel Fehler, Nina Gummich, Philip Wiegratz, die sechs Jungdarsteller aus Die Wölfe (ZDF) | |
| Förderpreise                                  | Eva Stotz für Sollbruchstelle (3sat) | |

## Hintergrund
Einige Produktionen haben mehrere Nominierungen erhalten. Meistgenannt wurde mit sechs Nennungen Wir sind das Volk vor Ein halbes Leben und Mogadischu mit jeweils vier Nominierungen.
Als Sender mit 22 Nominierungen deutlich meistgenannt wurde die ARD, mit 15 Nennungen erreichte das ZDF den zweiten Platz. RTL erreichte als dritthäufigst genannter Sender sechs Nominierungen. Insgesamt liegt die Relation Öffentlich-rechtliche zu privaten Sendern bei 40 zu 13 Nominierungen.
Das ZDF gewann in neun Kategorien, die ARD in sieben. Sat.1 wurde in drei Kategorien ausgezeichnet, RTL in zwei. Bei einigen Preisträgern wurden mehrere Produktionen bei unterschiedlichen Sendern berücksichtigt.
Erfolgreichste Produktionen beim Deutschen Fernsehpreis 2009 waren Wir sind das Volk und Die Wölfe mit jeweils drei Auszeichnungen. Ein halbes Leben gewann in zwei Kategorien.

## Trivia
- Mit 18 Jahren erhielt Henriette Confurius nach 2004 bereits ihren zweiten Förderpreis des Deutschen Fernsehpreises.